# Alkoholdehydrogenáza

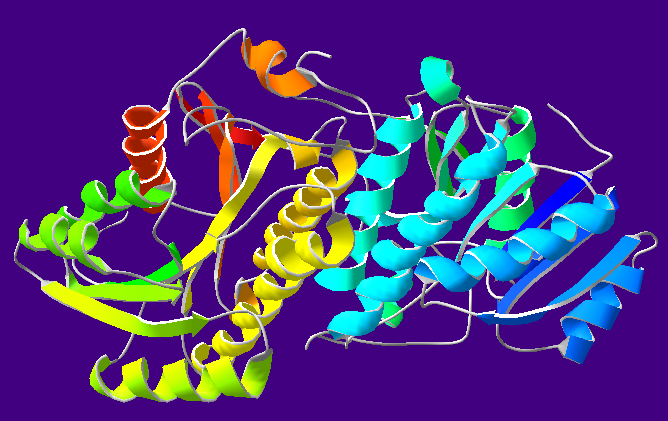
Lidská alkoholdehydrogenáza

Alkoholdehydrogenáza (ADH) je enzym ze skupiny dehydrogenáz, který katalyzuje přeměnu primárních a sekundárních alkoholů na jim odpovídající aldehydy či ketony. Enzymy ze skupiny alkoholdehydrogenáz obsahují zinek a byly nalezeny nejen u člověka, ale i mnoha ostatních živočichů, rostlin, kvasinek či bakterií. U kvasinek například katalyzuje poslední krok v metabolismu alkoholických sloučenin.

## Lidská alkoholdehydrogenáza
U člověka se vyskytuje několik typů alkoholdehydrogenáz, které jsou kódovány dohromady asi sedmi různými geny. Rozlišuje se pět tříd těchto enzymů, ale první třída alkoholdehydrogenáz je nejznámější. Tento enzym se skládá z podjednotek A, B a C (kódují je geny ADH1A, ADH1B a ADH1C). Je přítomen v žaludku a játrech a katalyzuje oxidaci ethanolu na acetaldehyd za současné redukce NAD:
CH3CH2OH +NAD+ → CH3CHO + NADH + H+